# Tjeckiens MotoGP 2009
Tjeckiens MotoGP 2009 kördes den 16 augusti på Automotodrom Brno.

## MotoGP

### Slutresultat
| Plats | Förare           | Märke    | Grid | Kvaltid  |
| ----- | ---------------- | -------- | ---- | -------- |
| 1     | Valentino Rossi  | Yamaha   | 1    | 1.56,145 |
| 2     | Dani Pedrosa     | Honda    | 3    | 1.56,528 |
| 3     | Toni Elías       | Honda    | 4    | 1.56,817 |
| 4     | Andrea Dovizioso | Honda    | 6    | 1.57,108 |
| 5     | Loris Capirossi  | Suzuki   | 9    | 1.57,811 |
| 6     | Nicky Hayden     | Ducati   | 8    | 1.57,803 |
| 7     | Colin Edwards    | Yamaha   | 5    | 1.56,954 |
| 8     | Alex de Angelis  | Honda    | 7    | 1.57,775 |
| 9     | James Toseland   | Yamaha   | 14   | 1.58,331 |
| 10    | Randy de Puniet  | Honda    | 13   | 1.58,298 |
| 11    | Chris Vermeulen  | Suzuki   | 11   | 1.58,087 |
| 12    | Niccolò Canepa   | Ducati   | 12   | 1.58,208 |
| 13    | Gábor Talmácsi   | Honda    | 17   | 1.58,749 |
| 14    | Mika Kallio      | Ducati   | 10   | 1.57,994 |
| 15    | Marco Melandri   | Kawasaki | 15   | 1.58,477 |
| 16    | Jorge Lorenzo    | Yamaha   | 2    | 1.56,195 |
| 17    | Michel Fabrizio  | Ducati   | 16   | 1.58,680 |

Mika Kallio och Marco Melandri fick inga poäng, sedan de inte gått i mål.